# 이평초등학교 (전남)
이평초등학교는 대한민국 전라남도 구례군 산동면 둔사길 8 (이평리)에 있었던 공립 초등학교이다.

## 연혁
- 1946년 6월 1일 이평공립국민학교 개교
- 1981년 3월 1일 병설유치원 개원
- 1996년 3월 1일 이평초등학교로 변경
- 1999년 9월 1일 폐교(원촌초등학교로 통합)(48명 1976명)